# Bruckner University Big Band
Die Bruckner University Big Band, später auch nur Bruckner Big Band, war ein österreichisches Jazz-Orchester unter der Leitung von Christian Radovan. Die Band gab am 9. Juli 2022 bei einem Konzert in Attnang-Puchheim ihre Auflösung bekannt.

## Geschichte
Die Big Band wurde im Oktober 2016 im Rahmen einer Lehrveranstaltung am Institut für Jazz und Improvisierte Musik der Anton Bruckner Privatuniversität Linz von Christian Radovan gegründet. Das Ensemble umfasst 22 Studierende beziehungsweise berufstätige Musiker, die allesamt an der Bruckneruniversität studieren oder ebendort abgeschlossen haben. Die Bruckner University Big Band gewann nach kurzer Zeit ihrer Gründung schnell an Aufmerksamkeit und es wurden Konzerte unter anderem im Wiener Jazzclub Porgy & Bess sowie im Brucknerhaus Linz absolviert. Des Weiteren absolvierte die Band im Jahr 2018 ihre erste erfolgreiche Tournee durch Südafrika. Im Jahr 2019 folgte eine weitere Tournee durch Südafrika und Mosambik. Im Juli 2022 erfolgte die Auflösung der Band.

## Besetzung
Leitung: Christian Radovan

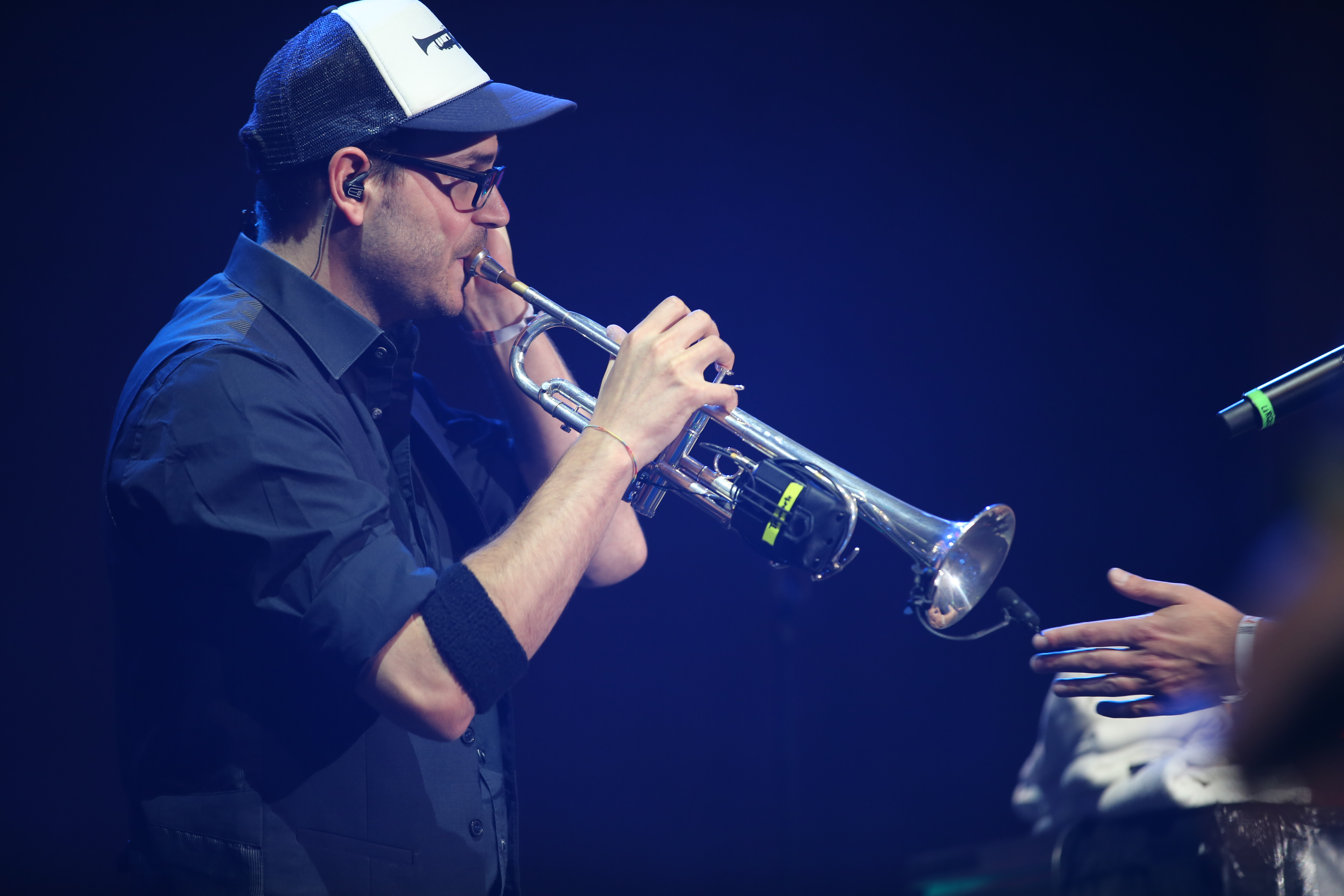
Lothar Beyschlag, 2016 mit Dicht & Ergreifend in Oberammergau

Saxophone: Andreas Holler, Klaus Trappl, Michael Kneidinger, Robert Schröck, Victoria Pfeil
Trompeten: Lothar Beyschlag, Marius Auer, Jonathan Banholzer, Isaac Knapp
Posaunen: Benedikt Etzel, Konstantin Kümmelschuh, Theresa Bumberger, Michael Spindler
Klavier: Tzu Min Lee
Vibraphon: Maximilian Kanzler
Gitarre: Andreas Haidecker
Bass: Luca Weigl
Perkussion: Lukas Aignesberger
Schlagzeug: Patrick Pillichshammer
Gesang: Christina Kerschner

## Diskographie
- Good Vibes – 2018[5]
- Christmas Vibes – 2020[6]